# Granthi (sikhisme)
Pour les articles homonymes, voir Granthi.
Un granthi est un lecteur du livre saint des sikhs, le Guru Granth Sahib, dans le temple, le gurdwara lors des moments de prières. Le granthi est l'officiant principal du gurdwara. Mais dans son concept il n'est pas comparable au brahman, gardien héréditaire du temple hindou, au rabbin ou au prêtre du catholicisme. Le granthi est choisi par la communauté et peut ne pas être défrayé.

## Fonction
Le granthi est censé animer du lever du jour au coucher du soleil le temple des prières quotidiennes tels que l'Ardas, ou les banis traditionnels. Il a la charge du kirtan, la cérémonie des hymnes chantés et de l'Akhand Path, la lecture du Livre saint sans discontinue réalisée pour des événements spéciaux ou à la demande de familles. Il peut intervenir dans des maisons pour effectuer des lectures lors de faits marquants pour un clan. Dans les grands gurdwaras il peut avoir en charge plusieurs employés.
Le granthi peut aussi apprendre aux plus jeunes les Écritures saintes et le gurmukhi: la langue utilisée par les gourous. En Grande-Bretagne où les jeunes sikhs sont coupés de leur culture par les kilomètres, ces enseignements sont choses courantes. Au Penjab, l'école rempli cette tâche.
Le mot granthi vient du sanskrit granthika qui signifie narrateur.
Le premier granthi fut Baba Buddha. Aujourd'hui il existe des institutions pour donner des enseignements aux granthis.